# Veghelse watermolen
De Veghelse watermolen is een voormalige watermolen in de Noord-Brabantse plaats Veghel.
Deze watermolen op de Aa bevond zich nabij de huidige Mestbrug.
Het molen- en visrecht werd omstreeks 1350 door hertog Jan III van Brabant geschonken aan Willem van Hamvelt om aldaar een watermolen op te richten. Omstreeks 1400 was de molen al weer verdwenen.
Wel bestonden nog het Grote Molenwiel en het Kleine Molenwiel. Aan het Grote Molenwiel, later Ketelwiel genaamd, waren de nog steeds de water- en visrechten verbonden. Het Ketelwiel werd in 1969 gedempt ten behoeve van de bouw van de woonwijk Leest. De bij de Mestbrug gelegen hoeve Op ten Wiel werd toen eveneens afgebroken.
In 1937 werd, in het kader van de werkverschaffing, de Aa in Veghel rechtgetrokken. Hierbij werd een bosch van zware eiken palen aangetroffen dat vermoedelijk een restant van de voormalige watermolen was.
Op deze plaats werd later een informatiepaneel geplaatst.